# Paul Bruchési

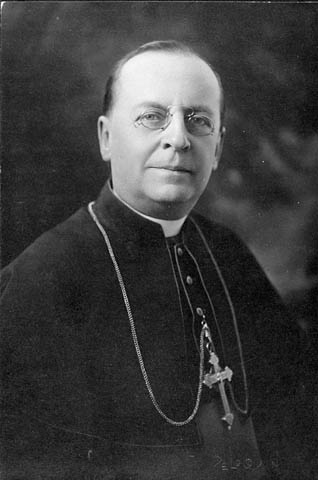
Erzbischof Paul Bruchési

Louis Joseph Napoléon Paul Bruchési (* 29. Oktober 1855 in Montréal, Provinz Kanada; † 20. September 1939 in Montréal, Québec) war ein kanadischer Geistlicher und römisch-katholischer Erzbischof von Montréal.

## Leben
Paul Bruchési empfing am 21. Dezember 1878 in der Lateranbasilika in Rom durch Kardinalvikar Raffaele Monaco La Valletta das Sakrament der Priesterweihe für das Bistum Montréal.
Am 25. Juni 1897 wurde er zum Erzbischof von Montréal ernannt. Die Bischofsweihe spendete ihm am 8. August desselben Jahres der Koadjutorerzbischof von Québec, Louis-Nazaire Bégin; Mitkonsekratoren waren der Erzbischof von Ottawa, Joseph-Thomas Duhamel, und der Erzbischof von Saint-Boniface, Louis-Philippe Adélard Langevin OMI.
Erzbischof Paul Bruchési blieb bis zu seinem Tod am 20. September 1939 im Amt und wurde in der Kathedrale Marie-Reine-du-Monde beigesetzt.